# Гелло
Гелло (грец. Gello) — в давньогрецькій міфології відьма, викрадач дітей. За деякими міфами, Гелло була людожеркою, для цієї мети й викрадала дітей. Подекуди в міфології Гелло пов'язували з Гекатою, богинею магії та чаклування.
Гелло наявне як демон в культурі багатьох народів. Це ім'я було відомим вже в часи Лесбоської поетеси Сапфо у VIII-VI століттях до н.е. Згодом згадки були виявлені у древньому Вавилоні 958 року. Англійським мандрівником Дж. Бентом були записані згадки про демона Гіалу (англ. Gialou) на острові Аморгос в 1880 році.